# Anni 490 a.C.
Gli anni 490 a.C. sono il decennio che comprende gli anni dal 499 a.C. al 490 a.C. inclusi.

## Eventi, invenzioni e scoperte
- 495 a.C. - Prima rivolta della plebe contro i patrizi romani. Conseguente abolizione della norma che stabiliva l'arresto in caso di debiti non pagati.

## Personaggi
- Leonida, re spartano che morì nella battaglia alle Termopili.

## Nati
- Ippodamo, architetto e urbanista greco antico († 408 a.C.)496 a.C.
- Anassagora, filosofo greco antico
- Sofocle, drammaturgo greco antico († 406 a.C.)495 a.C.
- Efialte di Atene, politico ateniese († 461 a.C.)490 a.C.
- Fenarete, medica ateniese
- Protagora, retore e filosofo greco antico

## Morti
- Marco Valerio Voluso Massimo, politico romano498 a.C.
- Aminta I di Macedonia, re
- Eualcide, militare greco antico497 a.C.
- Imea, militare persiano496 a.C.
- Aristagora, greco antico
- Daurise, generale persiano (n. 522 a.C.)
- Tito Erminio Aquilino, politico e militare romano
- Ottavio Mamilio, militare e nobile latino
- Sun Tzu, generale e filosofo cinese (n. 544 a.C.)495 a.C.
- Tarquinio il Superbo, re romano493 a.C.
- Istieo, avventuriero greco antico
- Agrippa Menenio Lanato, politico romano492 a.C.
- Clistene, politico ateniese (n. 565 a.C.)491 a.C.
- Bimbisāra, sovrano (n. 558 a.C.)
- Dinomene il Vecchio, siceliota
- Euribate di Argo, militare greco antico490 a.C.
- Callimaco di Afidna, generale e politico ateniese
- Cinegiro, militare ateniese
- Dati, generale persiano
- Fidippide, militare ateniese
- Ippia, politico e generale ateniese